# Seksueel misbruik
Seksueel misbruik is seksueel grensoverschrijdend gedrag waarbij misbruik wordt gemaakt van een leeftijds- of machtsverschil. Hiervan is bijvoorbeeld sprake bij seks tussen een volwassene met een kind, een leerkracht met een leerling of een hulpverlener met een cliënt. Seksueel misbruik van minderjarigen wordt kindermisbruik genoemd.

## Ontucht
Een gerelateerde term is ontucht. Onder het begrip "ontuchtige handelingen" wordt verstaan handelingen met een seksuele strekking in strijd met de sociaal-ethische norm. Zo luidt bijvoorbeeld artikel 247 van het Nederlandse Wetboek van Strafrecht: "Hij die met iemand van wie hij weet dat hij in staat van bewusteloosheid, verminderd bewustzijn of lichamelijk onmacht verkeert, dan wel aan een zodanige gebrekkige ontwikkeling of ziekelijke stoornis van zijn geestvermogens lijdt dat hij niet of onvolkomen in staat is zijn wil daaromtrent te bepalen of kenbaar te maken of daartegen weerstand te bieden of met iemand beneden de leeftijd van zestien jaren buiten echt ontuchtige handelingen pleegt of laatstgemelde tot het plegen of dulden van zodanige handelingen buiten echt met een derde verleidt, wordt gestraft met een gevangenisstraf van ten hoogste zes jaren of geldboete van de vierde categorie."
Normale consensuele seksuele contacten tussen jonge leeftijdsgenoten zijn geen ontuchtige handelingen en vallen hier dus niet onder.
De Wet seksuele misdrijven gebruikt de juridische term ontucht niet meer (de MvT nog wel). In het nieuwe wetsartikel  seksuele interactie met kinderen 12-16 wordt ontuchtige handelingen bijvoorbeeld vervangen door seksuele handelingen, met toevoeging van anders dan in het kader van een gelijkwaardige situatie tussen leeftijdsgenoten.

## Vormen van seksueel misbruik

### Hands-on seksueel misbruik
Hands-on seksueel misbruik is misbruik waarbij de dader direct (seksueel) contact met zijn slachtoffer heeft:
- Kinderprostitutie.
- Kindermisbruik (waaronder pedoseksuele handelingen).
- Seks met een wilsonbekwame (bijvoorbeeld een gehandicapt persoon of een comapatiënt).
- Seks tussen twee personen waarbij de één in een afhankelijkheidsrelatie tot de ander staat, zoals een hulpverlener met een cliënt.
- Onvrijwillige incest.
- Vrouwenbesnijdenis (wordt in een aantal landen als seksueel geweld beschouwd en strafbaar gesteld).
- Ook circumcisie uitgevoerd zonder toestemming van de betrokkene, wordt wel als een vorm van mishandeling gezien. [3][4]
- Bestialiteit en dierenprostitutie worden gezien als seksueel misbruik van dieren, omdat zij net als kinderen en wilsonbekwamen niet in staat worden geacht voor zichzelf of te komen.
- Het produceren van kinderporno of dierenporno.
- Aanranding en verkrachting zijn vormen van seksueel geweld. Deze dwang hoeft niet per se toegepast te worden via fysiek geweld of bedreiging, maar kan ook door middel van bijvoorbeeld drogering. In veel landen worden seksuele handelingen met iemand die geen toestemming kan geven automatisch als verkrachting of aanranding aangemerkt (´rape-by-statute´).
- Seksueel misbruik van een overleden persoon (necrofilie).

### Hands-off seksueel misbruik
Hands-off seksueel misbruik is misbruik waarbij de dader (nog) geen direct (seksueel) contact met het slachtoffer heeft. Dit is strafbaar gesteld omdat het indirect wel misbruik faciliteert (wie voor kinderporno betaalt financiert kindermisbruik en zelfs alleen al het afnemen ervan kan een stimulans zijn), en een subcultuur kan stimuleren waarin seksueel misbruik normaliseert. Hands-off misbruik is laagdrempeliger dan hands-on misbruik, maar kan ook ernstige gevolgen hebben en de opmaat zijn naar hands-on misbruik. Deze categorie omvat: 
- Het bezit en de verspreiding van kinderporno.
- Het bezit en de verspreiding van dierenporno.
- Sexting en sextortion.
- Het produceren van voyeuristische pornografie door middel van bijvoorbeeld spycams, en het bezit en verspreiding ervan;
- Het verspreiden van wraakpornografie, in goed vertrouwen toegestuurd erotisch materiaal online verspreiden.
- Al dan niet tegen betaling via een webcam naar live seksueel misbruik kijken.
- Anderen aanzetten of aanmoedigen tot seksueel misbruik.
- Grooming.

## Nederlandse wetgeving
Seksueel misbruik komt op verschillende terreinen voor. In het onderwijs zijn door de wetgeving duidelijke regels vastgelegd over aangifte en melding van seksueel misbruik. Op 28 juli 1999 is een (Nederlandse) wetswijziging van kracht geworden waardoor seksueel misbruik op scholen beter bestreden kan worden. De doelstelling van deze wijziging is dat kinderen zich veilig moeten voelen op school. Ouders mogen er ook van uitgaan dat over hun kinderen wordt gewaakt. Voor kinderen jonger dan 18 jaar geldt een meldplicht. Bij seksueel misbruik, door wie dan ook, is het personeel van de school wettelijk verplicht dit te melden bij het bevoegd gezag. Het bevoegd gezag is wettelijk verplicht tot aangifte bij de politie.

## Belgische wetgeving

### Algemene wetgeving
Aanranding van de eerbaarheid:
- 'De aanranding van de eerbaarheid, met geweld of bedreiging gepleegd op personen van het mannelijke of vrouwelijke geslacht, wordt gestraft met gevangenisstraf van zes maanden tot vijf jaar'. (art. 373 van het Belgisch Strafwetboek).

Verkrachting:
- 'Elke daad van seksuele penetratie van welke aard en met welk middel ook, gepleegd op een persoon die daar niet in toestemt, wordt gestraft met opsluiting van vijf tot tien jaar' (art. 375 van het Belgisch Strafwetboek).

### Pedoseksualiteit
Alle seksueel verkeer is volgens de Belgische wetgeving verboden tussen een volwassene en een persoon die jonger is dan 16 jaar, zelfs indien hij of zij toestemde. Volgens de wet kan een persoon die nog geen zestien jaar is, juridisch geen toestemming geven voor seksuele betrekkingen. Pedoseksuele handelingen vallen onder Hoofdstuk V (Aanranding van de eerbaarheid en verkrachting) van Titel VII (Misdaden en wanbedrijven tegen de orde der familie en tegen de openbare zedelijkheid) van Boek II van het Belgische Strafwetboek.
Aanranding van de eerbaarheid:
- zonder geweld of bedreiging van een persoon jonger dan zestien jaar wordt gestraft met vijf tot tien jaar opsluiting. Indien dit gebeurt door een bloedverwant in de opgaande lijn (en er dus incest is), wordt dit tien tot vijftien jaar opsluiting.
- met geweld of bedreiging van een minderjarige ouder dan 16 jaar wordt gestraft met vijf tot tien jaar opsluiting.
- met geweld of bedreiging van een minderjarige jonger dan zestien wordt gestraft met tien tot vijftien jaar opsluiting.

Verkrachting, hetzij elke daad van seksuele penetratie van welke aard en met welk middel ook:
- van een minderjarige ouder dan zestien jaar wordt gestraft met tien tot vijftien jaar opsluiting.
- van een minderjarige tussen veertien en zestien jaar, wordt gestraft met vijftien tot twintig jaar opsluiting.
- van een minderjarige tussen tien en veertien jaar wordt altijd gelijkgesteld met verkrachting met geweld en wordt gestraft met vijftien tot twintig jaar opsluiting.
- van een kind minder dan tien jaar wordt gestraft met twintig tot dertig jaar opsluiting.

De straffen worden verzwaard indien gepleegd door een persoon die gezag had over het slachtoffer of indien het kind aan hem ter verzorging was toevertrouwd.

## Signalen
De volgende signalen kunnen het gevolg zijn van seksueel misbruik, hoewel voorzichtigheid in de interpretatie geboden is. Ook andere oorzaken kunnen aan de basis liggen.
- buikpijn zonder aanwijsbare reden
- geen eetlust of eetproblemen
- slaapproblemen
- vrees voor bepaalde mensen of plekken
- plotse stemmingswisselingen
- bedplassen na een zindelijke periode
- duimzuigen
- niet bij de leeftijd passend seksueel gedrag
- lichamelijke klachten waar een arts geen oorzaak vindt

## Gevolgen

### Op korte termijn
Deze kunnen langdurig blijven bestaan.
- drang tot zelfvernietiging of zelfbeschadiging
- gevoel in een bodemloze put te belanden
- regressie: bijvoorbeeld duimzuigen, opnieuw bedplassen
- concentratiestoornissen
- slechtere schoolprestaties
- schuldgevoel
- schaamtegevoel
- afkeer van het eigen lichaam
- gevoel van machteloosheid
- onzeker zijn
- zich niet veilig voelen
- angst voor ongeloof, onbegrip, bestraffing voor het misbruik
- angstig zijn
- nachtmerries hebben
- dissociatie
- moeite met grenzen stellen, niet kunnen opkomen voor eigenbelang
- voortdurend voor anderen zorgen
- agitatie (geprikkeld zijn)
- psychosomatische klachten: bijvoorbeeld hoofdpijn, buikpijn

### Op lange termijn
- lage eigenwaarde (zichzelf niets waard vinden)
- weinig zelfrespect
- onderdrukking van eigen emoties en gevoelens: bijvoorbeeld zichzelf niet voelen, gevoel van aanhankelijkheid onderdrukken
- onderdrukking van eigen seksualiteit: bijvoorbeeld lichamelijke gevoelens onderdrukken
- seksualiteit loskoppelen van genegenheid en respect, waardoor men in de prostitutie kan vluchten
- afkeer van seksualiteit
- problemen met seksuele relaties
- neiging tot pedofilie bij incestrelatie van een kind
- herbelevingen, posttraumatische stressstoornis
- depressiviteit
- eenzaamheid
- het gevoel geïsoleerd te zijn of zichzelf isoleren
- risico om opnieuw slachtoffer te worden van seksueel misbruik, seksueel agressieve partners aantrekken
- risico van dadergedrag/ zelf dader te worden

Bij langdurig seksuele mishandeling kan een complexe posttraumatische stressstoornis (CPTSS) ontstaan.